# Armenien i olympiska sommarspelen 2004
Armenien i olympiska sommarspelen 2004 bestod av 18 idrottare som blivit uttagna av Armeniens olympiska kommitté.

## Boxning
| Idrottare          | Gren          | Sextondelsfinaler    | Åttondelsfinaler     | Kvartsfinaler        | Semifinaler          | Final                | Final            |
| Idrottare          | Gren          | Motståndare Resultat | Motståndare Resultat | Motståndare Resultat | Motståndare Resultat | Motståndare Resultat | Placering        |
| ------------------ | ------------- | -------------------- | -------------------- | -------------------- | -------------------- | -------------------- | ---------------- |
| Aleksan Nalbandjan | Lätt flugvikt | Asloum (FRA) W 27–20 | Ali (IRI) W 24–11    | Zou (CHN) L 12–20    | Gick inte vidare     | Gick inte vidare     | Gick inte vidare |

## Brottning
Herrarnas fristil
| Martin Berberjan     | 55 kg | Pool 7 Doğan (TUR) W 5-3 O (PRK) L 2-5 Kardanov (GRE) L 2-3 | 2 | Gick inte vidare | Gick inte vidare | Gick inte vidare | Gick inte vidare | Gick inte vidare | Gick inte vidare |
| Zjirajr Hovhannisian | 66 kg | Pool 3 Taskoudis (GRE) W 12-6 Kumar (IND) L 3-1             | 2 | Gick inte vidare | Gick inte vidare | Gick inte vidare | Gick inte vidare | Gick inte vidare | Gick inte vidare |
| Arajik Gevorgjan     | 74 kg | Pool 3 Ackerman (GBR) W 11-0 Lalijev (KAZ) L TO             | 2 | Gick inte vidare | Gick inte vidare | Gick inte vidare | Gick inte vidare | Gick inte vidare | Gick inte vidare |
| Mahmed Aghajev       | 84 kg | Pool 5 Danko (UKR) L EV Yavaşer (TUR) L EV                  | 3 | Gick inte vidare | Gick inte vidare | Gick inte vidare | Gick inte vidare | Gick inte vidare | Gick inte vidare |

Grekisk-romersk
| Vaghinak Galustian | 66 kg  | Pool 1 Semenov (RUS) W 2-2 Samuelsson (SWE) L 2-5  | 3 | Gick inte vidare | Gick inte vidare | Gick inte vidare | Gick inte vidare | Gick inte vidare | Gick inte vidare |
| Levon Geghamjan    | 84 kg  | Pool 1 Makaranka (BLR) L 0-3 Minguzzi (ITA) W 11-0 | 2 | Gick inte vidare | Gick inte vidare | Gick inte vidare | Gick inte vidare | Gick inte vidare | Gick inte vidare |
| Hajkaz Galstian    | 120 kg | Pool 1 Szczepaniak (FRA) L 1-3 Barreno (VEN) W 9-3 | 2 | Gick inte vidare | Gick inte vidare | Gick inte vidare | Gick inte vidare | Gick inte vidare | Gick inte vidare |

## Friidrott
Herrar
Fältgrenar och tiokamp
| Idrottare         | Gren    | Kval     | Kval      | Final            | Final            |
| Idrottare         | Gren    | Resultat | Placering | Resultat         | Placering        |
| ----------------- | ------- | -------- | --------- | ---------------- | ---------------- |
| Armen Martirosian | Tresteg | 15,05    | 43        | Gick inte vidare | Gick inte vidare |

Damer
Bana, maraton och gång
| Idrottare        | Gren      | Heat     | Heat      | Kvartsfinal      | Kvartsfinal      | Semifinal        | Semifinal        | Final            | Final            |
| Idrottare        | Gren      | Resultat | Placering | Resultat         | Placering        | Resultat         | Placering        | Resultat         | Placering        |
| ---------------- | --------- | -------- | --------- | ---------------- | ---------------- | ---------------- | ---------------- | ---------------- | ---------------- |
| Marine Ghazarjan | 100 meter | 12,29    | 6         | Gick inte vidare | Gick inte vidare | Gick inte vidare | Gick inte vidare | Gick inte vidare | Gick inte vidare |

## Judo
Herrar
| Idrottare      | Gren                    | Sextondelsfinal       | Åttondelsfinal                | Kvartsfinal          | Semifinal            | Återkval                            | Final                | Final            |
| Idrottare      | Gren                    | Motståndare Resultat  | Motståndare Resultat          | Motståndare Resultat | Motståndare Resultat | Motståndare Resultat                | Motståndare Resultat | Placering        |
| -------------- | ----------------------- | --------------------- | ----------------------------- | -------------------- | -------------------- | ----------------------------------- | -------------------- | ---------------- |
| Armen Nazarjan | Extra lättvikt (-60 kg) | Lee (BRA) W 0101–0001 | Akhondzadeh (IRI) L 0001–0010 | Gick inte vidare     | Gick inte vidare     | Omgång 1 Cameroun (CMR) L 0000–1000 | Gick inte vidare     | Gick inte vidare |

## Tennis
| Spelare         | Gren       | Omgång 1                  | Omgång 2          | Åttondelsfinaler  | Kvartsfinaler     | Semifinaler       | Final / BM        | Final / BM       |
| Spelare         | Gren       | Motståndare Poäng         | Motståndare Poäng | Motståndare Poäng | Motståndare Poäng | Motståndare Poäng | Motståndare Poäng | Placering        |
| --------------- | ---------- | ------------------------- | ----------------- | ----------------- | ----------------- | ----------------- | ----------------- | ---------------- |
| Sargis Sargsian | Herrsingel | Ljubičić (CRO) L 6–3, 6–2 | Gick inte vidare  | Gick inte vidare  | Gick inte vidare  | Gick inte vidare  | Gick inte vidare  | Gick inte vidare |